# Трегулова, Зельфира Исмаиловна
Зельфи́ра Исмаи́ловна Трегу́лова (тат. Зөлфирә Исмәгыйль кызы Трегулова; род. 13 июня 1955, Рига) — советский и российский искусствовед, куратор международных музейных выставочных проектов. Генеральный директор Третьяковской галереи (2015—2023). Кандидат искусствоведения.

## Биография
Родилась 13 июня 1955 года в Риге в семье кинематографистов. Отец — кинооператор, родом из Татарстана, мать — звукорежиссёр — из Киргизии. Родители познакомились во время учёбы в институте кинематографистов в Москве. После окончания поступили на работу в Рижскую киностудию, в Риге у них и родилась дочь.
В 1977 году окончила искусствоведческое отделение Исторического факультета МГУ. В 1981 году окончила аспирантуру МГУ.
В 1984—1997 годах — куратор международных выставок русского искусства во Всесоюзном художественно-производственном объединении Е. В. Вучетича.
Позже Зельфире доверили пост ассистента генерального директора компании.
В 1993—1994 годах проходила стажировку в Музее Соломона Р. Гуггенхайма в Нью-Йорке.
В 1998—2000 годах — заведующая отделом зарубежных связей и выставок в ГМИИ им А. С. Пушкина.
В 2002—2013 годах — заместитель генерального директора по выставочной работе и международным связям Государственного историко-культурного музея-заповедника «Московский Кремль».
С 14 августа 2013 года — генеральный директор Государственного музейно-выставочного центра «РОСИЗО».
С 10 февраля 2015 по 9 февраля 2023 года — генеральный директор ФГБУК «Всероссийское музейное объединение — Государственная Третьяковская галерея».
С 20 ноября 2018 года — член Совета при Президенте по культуре и искусству.

## Основные кураторские проекты

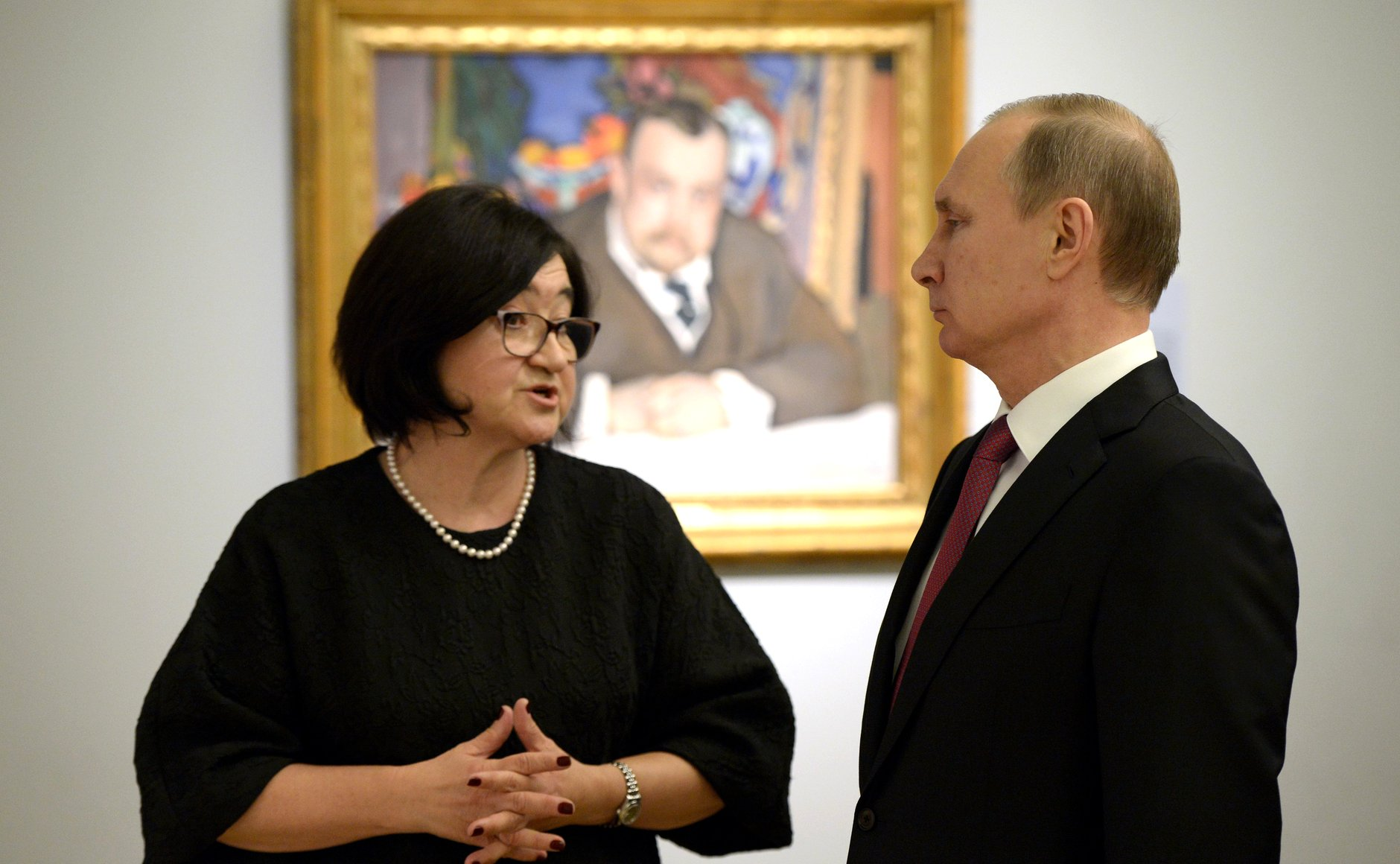
C президентом России Владимиром Путиным на выставке «Валентин Серов. К 150-летию со дня рождения», 18 января 2016 года

- 1990 — «Москва: сокровища и традиции», Художественный Музей Сиэтла, Смитсоновский институт, Вашингтон (совместно с Дональдом Маклеландом)
- 1999—2000 — «Амазонки авангарда», Музеи Гуггенхайма, Берлин, Музей Гуггенхайма, Бильбао, Музей Пегги Гуггенхайм, Венеция, Музей Соломона Р. Гуггенхайма, Нью-Йорк, Королевская академия, Лондоне (совместно с Джоном Боултом и Мэтью Драттом)
- 2003 — «Коммунизм: фабрика мечты», Ширн Кунстхалле, Франкфурт-на-Майне (совместно с Борисом Гройсом)
- 2004 — Художники «Бубнового валета», Государственный выставочный зал Монако, Монте Карло
- 2005 — «Россия!» Музей Гуггенхайма, Нью-Йорк — Музей Гуггенхайма, Бильбао (совместно с Томасом Кренцем, Робертом Розенблюмом, Евгенией Петровой, Лидией Иовлевой, Павлом Хорошиловым, Анной Колупаевой, Георгием Вилинбаховым, Валери Хиллингс)
- 2008 — «Красноармейская студия», Москва, Фонд культуры «Екатерина» (совместно с Иосифом Бакштейном)
- 2009 — «Удиви меня!». К 100-летию Дягилевских балетных сезонов, Национальный художественный музей, Монте Карло (совместно с Джоном Боултом)
- 2011 — «Социалистические реализмы», Дворец выставок, Рим (в рамках программы Года России в Италии) (совместно с Мэтью Боуном)
- 2013—2014 — «Виктор Попков. 1932—1974», Российская академия художеств, Москва — Выставочный зал Университета Ка’Фоскари, Венеция (в рамках программы Года туризма России в Италии) — Сомерсет-хаус, Лондон (в рамках программы Года российской культуры в Великобритании)
- 2014 — Russia Palladiana. Палладио в России. От барокко до модернизма. Музей Коррер, Венеция (совместно с Аркадием Ипполитовым)

## Выставки-блокбастеры
Одним из достижений Трегуловой в качестве руководителя Третьяковки называют ребрендинг и развитие здания на Крымском Валу, которое полностью перешло в ведение музея.
В начале 2016 года экспозиция Валентина Серова стала самой посещаемой среди выставок русского искусства. В первые выходные на неё пришло 4,5 тыс. человек, в следующий уикенд — 5,5 тыс. Всего по оценкам организаторов мероприятие посетили 485 тыс. человек.

## Конфликт по поводуСвятой Троицы
Трегулова отстаивала позицию о невозможности передачи иконы Святая Троица для богослужения. Это мотивировалось ветхостью её структуры и опасностью любого воздействия вне музейных условий. Приказ о перевозке иконы подписывал заместитель Трегуловой, так как сама она в этот момент находилась в отпуске.

## Общественная позиция
В 2018 году являлась доверенным лицом кандидата на пост президента РФ Владимира Путина и кандидата на пост мэра Москвы Сергея Собянина.
В январе 2020 года вошла в состав рабочей группы по подготовке предложений о внесении поправок в Конституцию РФ.

## Оценки деятельности
Министр культуры Российской Федерации Владимир Ростиславович Мединский заявил:
«Зельфира Исмаиловна имеет огромный опыт организации выставочной деятельности. Занималась этим и в Пушкинском музее и в музее Кремля и до этого, в Советские времена, в других учреждениях. Людей такого уровня в стране единицы. Под её руководством „РОСИЗО“ станет и эффективным органом, который реализует государственную выставочную политику, и в перспективе, возможно, мы бы хотели видеть „РОСИЗО“ в качестве централизованного закупщика музейных ценностей».
Деятельность Трегуловой на посту генерального директора Третьяковской галереи неоднократно подвергалась резкой критике. В том числе за художественную составляющую некоторых выставок и экспонатов; за неумелое хозяйствование, а также по подозрениям в коррупции (в дальнейшем по итогам министерской проверки финансово-хозяйственной деятельности ГТГ Трегулова уволила сотрудника, допустившего выявленные нарушения).

## Награды
- Кавалер ордена Звезды Италии (Италия, 2 мая 2012 года)[17].
- Командор ордена Pro Merito Melitensi (Мальтийский орден, 2012 год)[18].
- Орден Франциска Скорины (Белоруссия, 16 августа 2018 года) — за особые заслуги в культурно-просветительской деятельности и значительные успехи в деле укрепления и развития белорусско-российских культурных связей[19][20].
- Орден «Дустлик» (Узбекистан, 29 августа 2022 года) — за большой вклад во всестороннее развитие многоплановых и взаимовыгодных отношений между нашими государствами, дальнейшее углубление партнёрских связей, расширение сотрудничества в политико-дипломатической, торгово-экономической, инвестиционной, образовательной, научно-технической и культурно-гуманитарной сферах, активную поддержку последовательно осуществляемых в нашей стране кардинальных реформ и демократических преобразований, глобальных и региональных инициатив Узбекистана, а также эффективные усилия по дальнейшему укреплению уз дружбы и взаимопонимания между нашими народами[21].
- Премия Правительства Российской Федерации 2017 года в области культуры (22 декабря 2017 года) — за выставочный проект Государственной Третьяковской галереи «Валентин Серов. К 150-летию со дня рождения»[22].
- Почётная грамота Министерства культуры Российской Федерации.
- Лауреат премии «Честь и достоинство профессии» VII Всероссийского фестиваля «Интермузей» (2005 год).
- Золотая медаль имени Льва Николаева (14 ноября 2016 года)[23][24] — за существенный вклад в просвещение, популяризацию достижений науки и культуры.
- Лауреат премии «РБК-2016» в номинации «Государственный человек» (6 декабря 2016 года)[25].

## Личная жизнь
Две дочери и двое внуков.